# Bibasis harisa
Bibasis harisa (a name also used for Bibasis jaina), là một loài bướm ngày thuộc họ Bướm nhảy được tìm thấy ở châu Á.

## Phân bố
Bibasis harisa được tìm thấy ở Ấn Độ, Myanma, Malaysia, Java, Singapore và miền bắc Việt Nam. Loài địa phương đặc trưng ở Bengal.

## Hiện trạng
'Hiếm gặp ở Nam Ấn Độ và phổ biến hơn ở Himalaya.
Sải sánh dài 45–55 mm.

## Thực vật chủ
Ấu trùng ăn Zingiber zerumbet (family Zingiberaceae).

#### Print
- Evans, W.H. (1932) The Identification of Indian Butterflies. 2nd Ed, (i to x, pp454, Plates I to XXXII), Bombay Natural History Society, Mumbai, India.
- Watson, E. Y. (1891) Hesperiidae indicae. Vest và Co. Madras.

#### Online
- Beccaloni, G. W., Scoble, M. J., Robinson, G. S. & Pitkin, B. (Editors). 2003. The Global Lepidoptera Names Index (LepIndex). World Wide Web electronic publication.  (accessed 22 tháng 9 năm 2007).
- Brower, Andrew V. Z. và Warren, Andrew, (2007). Coeliadinae Evans 1937. Version 21 tháng 2 năm 2007 (temporary). http://tolweb.org/Coeliadinae/12150/2007.02.21 trong Tree of Life Web Project, http://tolweb.org/
- Savela, Marrku  Website on Lepidoptera  (accessed 22 tháng 9 năm 2007)